# Вкаменената сватба (Медово)
Скалното светилище Вкаменена сватба се намира на север от село Медово, (Община Братя Даскалови) на разстояние 2 km от центъра на населеното място.

## Откритие
Обектът влиза в научно обръщение през 2006 г., когато проф. Васил Марков провежда теренно проучване на място и го публикува година по-късно.

## Описание и особености
Скалната арка при Вкаменената сватба е ориентирана на юг. Около нея вторично обработени в скалния масив са разположени множество скални изсичания, които свидетелстват че местността е служила като светилище на древните тракийски племена обитавали района. Местното население е запазило спомена за древен целебен ритуал, който включва провиране от долу в посока горе, върху висока скална площадка разположена „отвъд“ скалната арка, явяваща се врата, вход към нея. На това място идващите поклонници все още дребни монети или пръстени. Следите от обредност при арката според проф.Васил Марков може да се свържат най-вече с Великата богиня – майка, на която в древността е било посветено мегалитното съоръжение. Оставяните в дар пръстени обаче свидетелстват и за ритуали посветени на Слънцебога при орфическите магически практики, които са засвидетелствани в текст от Аполоновия орфически химн.
На място от ляво и запад личат следите от разтопен восък на палени на това място свещи и според проф. Марков подобно на светилището от Камен рид, край Демир баба теке, може да се смята, че огънят от свещите е заменил през късната християнска епоха небесният огън от древнотракийските свети места. Небесният огън, следите от който личат в най-автентичен вид в култово-обредните практики от светилището Скрибина, както и в огнените арки за традиционно народно лекуване с жив небесен огън от Средните и Западните Родопи.
От дясната страна край мегалитната арка расте малко дърво, където болните идващи за изцеление оставят парцалче от дрехата си или конец от нея. Изпълняваният тук здравоносен ритуал завършва с измиване на свещения извор. Там също се оставя част от дрехата или дребни монети във водата. Обредите извършвани тук са главно за лекуване на женско безплодие. Самото провиране през скалните арки, според проф. Марков са свързани най-вече със символичното влизане в лоното на Великата богиня-майка, за да се преродят отново инициираните за нов живот, след повторното им раждане. Марков посочва че Вкаменената сватба и изпълняваният древен ритуал на това място е поредното доказателство за съхранение на древна обредна практика, макар и силно профанизирана и фолклоризирана в българската народна култура.